# Zakażone piosenki

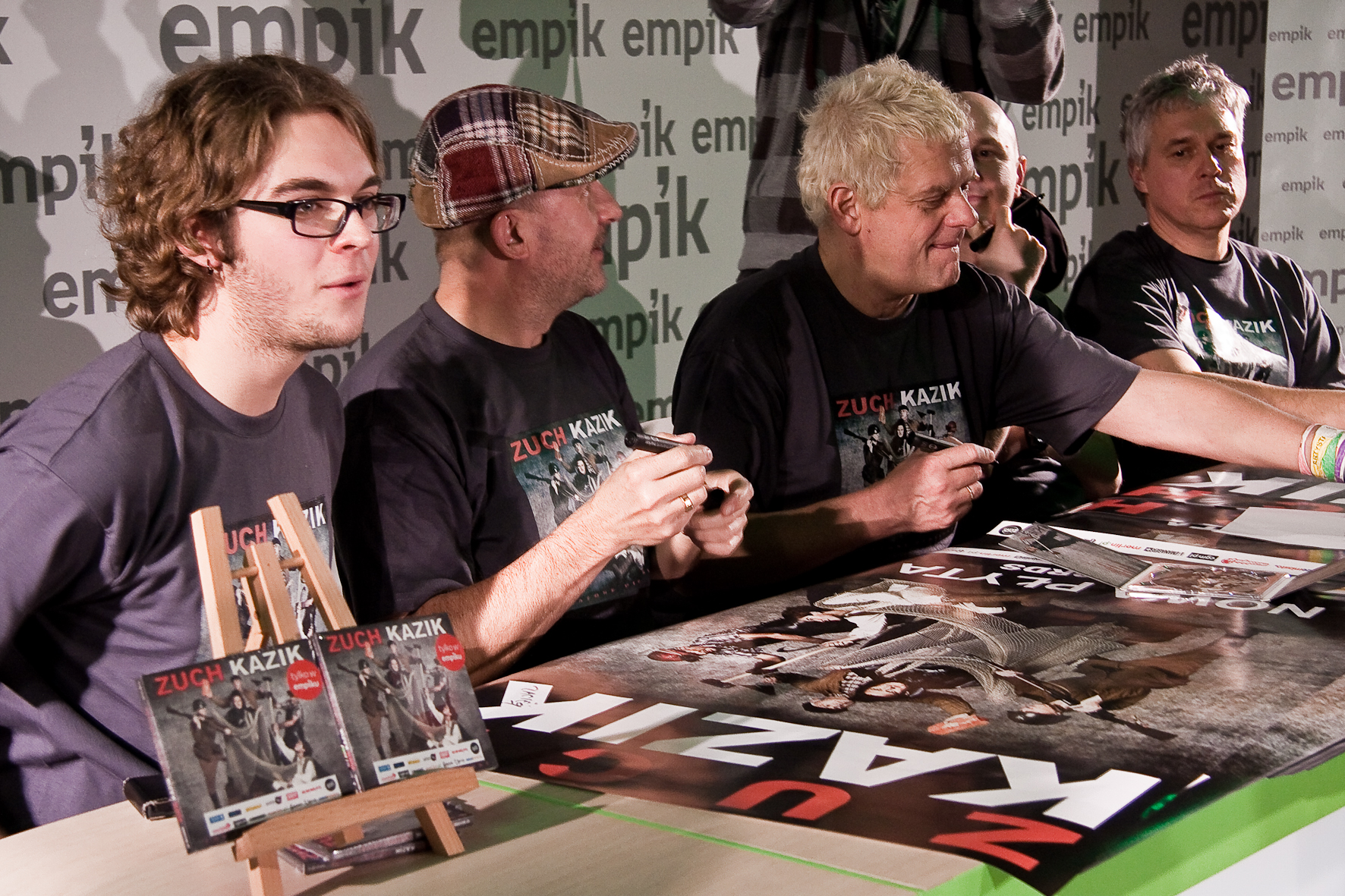
Członkowie zespołu w czasie podpisywania płyty 13 listopada 2014 roku w warszawskim Empiku Junior

Zakażone piosenki – pierwszy album grupy Zuch Kazik wydany przez S.P. Records 7 listopada 2014. Na płycie opublikowano 18 utworów. Album jest promowany przez teledysk „Hej młody Junaku”.

## Lista utworów
1. „Hej młody junaku” (muz. Jerzy Derfel, sł. Stanisław Tym)
2. „Międzynarodówka” (muz. Pierre Degeyter, sł. Maria Markowska)
3. „Gdy naród do boju” (muz. Wolfgang Amadeus Mozart, sł. Gustaw Ehrenberg)
4. „Marsz Gwardii Ludowej” (muz. i sł. Wanda Zieleńczyk)
5. „Czerwony autobus” (muz. Władysław Szpilman, sł. Kazimierz Winkler)
6. „W serca mego zatrzymam cię porcie” (muz. Jerzy Derfel, sł. Stanisław Tym)
7. „Gdy Polska da nam rozkaz” (muz. Adam Wojdak, sł. Lech Konopiński)
8. „Chabry z poligonu” (muz. Jan Czekalla, sł. Włodzimierz Ścisłowski)
9. „Piosenka o Nowej Hucie” (muz. Jerzy Gert, sł. Stanisław Chruślicki)
10. „Hymn Światowej Federacji Młodzieży Demokratycznej” (muz. Anatol Nowikow, sł. Krzysztof Gruszyński)
11. „Polski mam paszport na sercu” (muz. tradycyjna, sł. Stanisław Tym)
12. „Dzień zwycięstwa” (muz. Mirosław Jędras, sł. Lucyna Krzemieniecka / Władimir Majakowski)
13. „Budujemy nowy dom” (muz. Wacław Stępień, sł. Zdzisław Gozdawa)
14. „Hymn Służby Polsce” (muz. i sł. Eugeniusz Pałka)
15. „Lili Marleen” (muz. Norbert Schultze, sł. Hans Leip)
16. „Na barykady” (muz. i sł. – autorzy nieznani)
17. „Jesteśmy młodą gwardią” (muz. tradycyjna, sł. Włodzimierz Słobodnik)
18. „Swiaszczennaja wajna” (muz. Aleksandr Aleksandrow, sł. Wasilij Lebiediew-Kumacz)

## Skład
- Kazimierz Staszewski (Kazik) – wokal, saksofon
- Mirosław Jędras (Zacier) – wokal, akordeon, instrumenty klawiszowe
- Andrzej Izdebski (Izi) – gitary, banjo, mandolina, viola da gamba
- Piotr Łojek – gitara basowa
- Michał Jędras (Mrufka) – perkusja
- Michał Górczyński (Guru) – klarnet
- Magdalena Czomperlik – chórki